# Praon changbaishanense
Praon changbaishanense är en stekelart som beskrevs av Shi 2001. Praon changbaishanense ingår i släktet Praon och familjen bracksteklar. Inga underarter finns listade i Catalogue of Life.